# Irina Derevko
Irina Derevko (cunoscută și ca Laura Bristow și "The Man"), jucată de Lena Olin, este mama personajului principal din serialul Alias, Sydney Bristow.

## Biografie
Irina Derevko a fost un spion pe termen lung pentru Uniunea Sovietică. Ea a fost recrutată la KGB la vârsta de 18 ani de către Alexander Khasinau. A primit ordinul de a câștiga încrederea lui Jack Bristow pentru a fura informații de la el, în special despre Project Christmas. Cei doi s-au căsătorit și au avut un copil, Sydney. În anul 1981, Irina Derevko a dispărut, murind, aparent, într-un accident de mașină. La sfârșitul primului sezon, Sydney a discoperit că Irina era în viață, fiind liderul unei organizați criminale. 
În sezonul 2, Irina Derevko s-a predat la CIA și a fost folosită ca importantă sursă de distrugere a SD-6; a asistat de asemenea la alte misiuni importante, înainte de a reuși să dispară din nou. Nu se cunoaște unde a stat în timpul sezonului 3, deși a continuat să fie mai contactată, ocazional, de către Jack prin internet, și a aranjat ca sora ei, Katya Derevko, să-i ajute pe Jack și pe Sydney la nevoie. S-a aflat, de asemenea, că Irina a avut o aventură cu Arvin Sloane și că a avut cu acesta o a doua fiică, Nadia Santos.
La începutul sezonulu 4, Sydney descoperă faptul că Irina a angajat un asasin pentru a o omorî. Jack Bristow a primit permisiunea de la superiorii săi să o ucidă pe Irina, acțiune pe care a dus-o la capăt personal. Sydney, mai târziu, a identificat corpul Irinei într-un centru medical din Moscova și i-a aranjat înmormântarea într-o criptă din capitala Rusiei. 
Împușcarea Irinei de către Jack a avut loc cu 18 luni înainte de finalul sezonului 3. În sezonul 4 este dezvăluit faptul că, de fapt, o procedură pentru modificări genetice -Project Helix- a fost folosită pentru a crea o dublură a Irinei, și aceasta a fost femeia pe care Jack a omorât-o. Jack a fost înscenat de către a doua soră a Irinei, Elena Derevko, care a folosit Proiectul Helix pe una dintre urmașii Legământului, care s-a oferit voluntară. 
Adevărata Irina a fost ținută închisă și torturată de către Elena pentru că deținea mai multe secrete ale lui Rambaldi. După 18 luni, ea a fost salvată de către Jack și cele două fiice ale ei, Sydney și Nadia (pe care a văzut-o pentru prima dată după ce a născut-o). Deși se afla sub arestul CIA, Irina a primit permisiunea de a ajuta la oprirea Elenei de a-și duce la bun sfârșit planul malefic. După încheierea cu succes a misiunii, Jack și Sydney i-au dat voie să evadeze, -sub pretextul că nimeni nu o poate opri pe Irina Derevko pentru prea mult timp-, decât să se întoarcă în America și să fie închisă. 
În sezonul 4 episodul Ice, Nadia descoperă o fotografie cu Irina ținând în brațe un bebeluș. Jack îi spune Nadiei că Irina a avut o nepoată înainte de nașterea lui Sydney. Când Sydney s-a născut, Irina a ținut-o în brațe în același mod cum ținuse acel bebeluș în poză. Mai târziu, nu este menționată nicio altă informație referitoare la identitatea bebelușului din poză sau la faptul că una dintre celelalte surori Derevko ar fi avut un copil. Elena chiar a spus (în episodul Before The Flood) că nu și-a dorit niciodată un copil al ei. Jack crede că acea poză nu a fost altceva decât un șiretlic pentru a-l momi.
Pe parcursul sezonului cinci, este dezvăluit faptul că Irina este implicată în organizația Prophet Five, deși nu se știe cât de mult. În episodul "Maternal Instinct" ea petrece puțin timp cu Sydney și cu Jack, perioadă în care ei descoperă că ea are o legătură cu Prophet Five, iar Irina mărturisește că ea a dat ordinul ca Michael Vaughn să fie omorât. Ea îi mai spune lui Sydney că niciodată nu și-a dorit copii și că a născut-o pe ea numai din ordinele KGB-ului. După ce a născut-o pe Sydney să nască, (în mijlocul unui atac al agentei Prophet Five, Kelly Peyton, care nu se știe dacă a trădat-o sau nu pe Irina), Irina dispare din nou.
Irina apare pentru ultima dată în Hong Kong, în ultimul episod. Ea se află din nou în posesia "The Horizon", pe care i-l dăduse lui Sloane pentru o pereche de rachete nucleare. Ea îi ordonă lui Sark să lanseze rachetele către Washington D.C. și Londra. Jack a presupus că Sloane dorea să folosească rachetele nu pentru a distruge regiuni dens populate, ci pentru a profita de pe urma reconstrucțiilor. Este probabil că Irina plănuia același lucru, deoarece niciodată nu și-a manifestat interesul pentru distrugerile în masă sau pentru genocid. Sydney a urmărit-o și a descoperit că Irina era în căutarea aceleiași nemuriri pe care Sloane a găsit-o. Sydney și Irina se luptă pentru ultima dată; Irina ajunge pe un geam de pe un acoperiș, care este pe cale să se spargă. Fiindu-i oferite alegerile de a se întoarce la Sydney sau de a ajunge la "The Horizon", Irina alege "The Horizon", dar sticla se sparge și ea moare căzând prin geam.

### Actrițe care au jucat rolul Irinei Derevko
Pe lângă Lena Olin, mai multe actrițe au jucat rolul Irinei pe parcursul serialului: 
- Arabella Holzbog - a jucat rolul Irinei/Laurei Bristow într-o poză păstrată de Sydney;
- Kate Anthony - vocea Irinei Derevko din videoclipul arătat în episodul 1.19, "Snowman";
- Natasha Pavlovich - femeia care este arătată în acest videoclip;
- April Webster - a jucat-o pe Irina când acesta se întâlnește pentru prima dată cu Sydney, la sfâșitul episodului 1.22, "Almost Thirty Years";
- Mia Maestro - a jucat-o pe Irina/Laura într-o fotografie arătată în episodul 4.4, "Ice".

## Surori

### Katya Derevko
articolul principal:  Katya Derevko
Yekatarina "Katya" Derevko, jucată de Isabella Rossellini, a fost anunțată prima dintre surorile Irinei. A apărut prima dată în sezonul 3, atunci când i-a ajutat pe Jack și pe Sydney. Mai târziu, s-a descoperit că era aliată cu Legământul și a fost arestată. În sezonul 4, ea i-a ajutat, din nou, pe Sydney și pe Jack, în oprirea Elenei, în schimbul promisiunii lui Jack de a o elibera. 

### Elena Derevko
articolul principal:  Elena Derevko
Considerată cea mai nemiloasă dintre cele trei surori Derevko, Elena Derevko, jucată de Sônia Braga, este menționată pentru prima dată de către Jack, atunci când acesta se întâlnește cu Katya, în timpul sezonului 3. Ea reprezintă o parte importantă din sezonul 4, datorită acțiunilor ei care afectează semnificativ viețile celor două nepoate ale ei, Sydney și Nadia.